# Dinastia Wodeyar

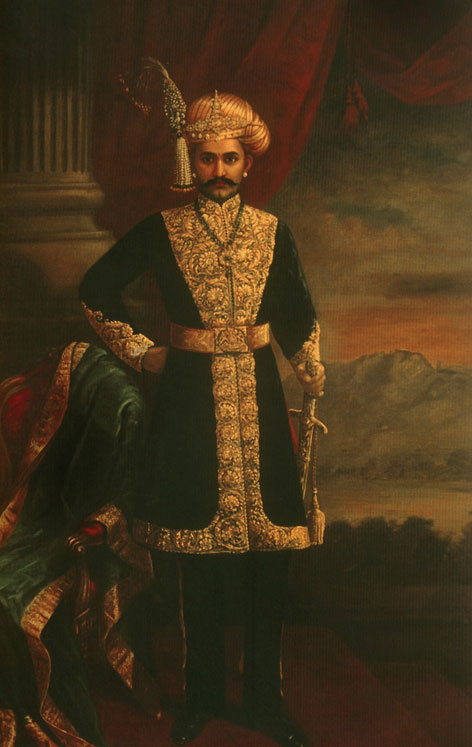
Marajá Seri Chamarajendra Uadiar X

Wodeyar (Wadiyar, Wodeyer ou Odeyer) foi uma dinastia Hindu do Reino de Maiçor de 1399 até 1947.  O reino foi incorporado ao domínio da Índia após sua independência do jugo britânico.

## Nome
Em canarês, a palavra "Wadiyar" (ಒಡೆಯರ್‌) equivale a "Senhor" ou "Senhorio." As mais antigas referências ao termo ″Wodeyar″ se referenciando a membros da família real da dinastia; o ″W″ é mudo. Em canarês moderno, a variação ″Odeyar″ também é usada.